# كيفين واتاماليو
كيفين واتاماليو (بالهولندية: Kevin Wattamaleo)‏ (25 يناير 1989 بروتردام في هولندا - ) هو لاعب كرة قدم هولندي في مركز الوسط. لعب مع إن إي سي نيميخن وفاينورد ونادي إكسلسيور ونادي فولندام.

## روابط خارجية
- كيفين واتاماليو على موقع قاعدة بيانات كرة القدم.إي يو (الإنجليزية)
- كيفين واتاماليو على موقع Soccerway.com (الإنجليزية)